# Chancenmanagement
Dieser Artikel wurde aufgrund inhaltlicher und/oder formaler Mängel auf der Qualitätssicherungsseite des Portals Wirtschaft eingetragen. 
Du kannst helfen, indem du die dort genannten Mängel beseitigst oder dich an der Diskussion beteiligst.
Chancenmanagement wird üblicherweise in der betriebswirtschaftlichen Literatur direkt in Zusammenhang mit dem Risikomanagement genannt. Während das Risikomanagement sämtliche Planungs- und organisatorischen Prozesse umfasst, in denen Risiken frühzeitig identifiziert und Maßnahmen zur Gegensteuerung entwickelt und umgesetzt werden, geht es beim Chancenmanagement um die frühzeitige Erkennung von Chancen.
Unternehmen agieren in einem wirtschaftlich unsicheren Umfeld, in dem sowohl Risiken als auch Chancen das unternehmerische Handeln beeinflussen und Gegenstand von Managemententscheidungen sind.
In der Betriebswirtschaft wird in vielen Veröffentlichungen bei einer Chance von einer positiven Abweichung zu einem geplanten Ziel gesprochen.

## Rechtliche Grundlagen
Der Fokus der Unternehmen liegt bei der Steuerung externer Einflüsse eindeutig auf den Risiken. Unternehmen sind verpflichtet, für diese ein Überwachungssystem einzurichten (KonTraG 1998). Chancen als Objekt von Managemententscheidungen sind im KontraG nicht explizit Gegenstand gesetzlicher Regelungen. Auch im Aktiengesetz (AktG) und im Handelsgesetzbuch (HGB) werden die Begriffe Risikomanagement oder Chancenmanagement nicht explizit genannt.
Der Gesetzgeber hat im Bilanzrechtsreformgesetz (BilRegG) 2004 jedoch eine Änderung des § 289 Abs. 1 HGB (Lagebericht Einzelabschluß) und §315 Abs. 1 HGB (Lagebericht Konzernabschluss) festgelegt, demzufolge Unternehmen die voraussichtliche Entwicklung mit ihren wesentlichen Chancen und Risiken zu beurteilen und zu erläutern und die zugrundeliegenden Annahmen anzugeben sind (siehe auch Risikobericht). In den zugehörigen Deutschen Rechnungslegungsstandards (DRS) 5 und 15 zur Lageberichterstattung sind bereits konkretisierende Anforderungen enthalten. Inhalt des Risiko- und Chancenberichtes sollen Risiken und Chancen sein, die in Zukunft eintreten können, aber nicht hinreichend konkret sind, um in Plangrößen wie Rückstellungen berücksichtigt werden zu können.
Mit der Veröffentlichung der DRS 20 im Jahre 2012, der die Standards 5 und 15 umfasst, sind alle Konzerne, die ihren Lagebericht nach § 315 HGB aufstellen, verpflichtet, neben der Risikoberichterstattung eine ausgewogene, integrierte oder getrennte externe Chancenberichterstattung aufzubauen (siehe DRS 20.K166 und DRS20.K117).
Chancen werden auch im DRS 20 als mögliche künftige Entwicklung oder Ereignisse, die zu einer für das Unternehmen positiven Prognose- oder Zielabweichung führen können" (DRS20.K11) definiert.

## Aufbau und Funktionen des Chancenmanagements
Das Nichterkennen von Chancen in einem Unternehmen (z. B. durch gesunkene Markteintrittskosten, Einführung neuer Technologien, Möglichkeit der Übernahme eines Wettbewerbers) kann dazu führen, dass andere Unternehmen diese Chancen wahrnehmen und mit allen Konsequenzen für das eigene Unternehmen ausfüllen. Eine nichterkannte Chance oder die Unterlassung einer Nutzung einer Chance kann für das Unternehmen selbst ein Risiko darstellen.
Vereinzelt wird in der betriebswirtschaftlichen Literatur das Chancenmanagement zu konkreten Ansätzen ausformuliert.  So spricht Lück von einem Regelkreis des Chancenmanagements mit den Stufen:
1. Formulierung der Chancenstrategie

2. Festlegung der Maßnahmen des Chancenmanagements

3. Chancenidentifikation

4. Chancenanalyse

5. Chancenbewertung

6. Chancensteuerung/Chancennutzung

7. Darstellung der Chancennutzung des Unternehmens

8. Vergleich Chancensituation mit der Chancenstrategie

Nach Reichmann leistet fast jedes betriebswirtschaftliche Steuerungsinstrument in direkter oder zumindest indirekter Weise ein Management von Chancen und Risiken. Das Risikomanagement hat dabei eine Unterstützungsfunktion für die Erschließung von Wertschöpfungschancen.